# RTP Memória
A RTP Memória é o segundo canal temático da RTP – Rádio e Televisão de Portugal desenvolvido para o cabo. Trata-se de um canal generalista que retransmite os programas disponíveis do vasto arquivo de seis décadas da RTP, muitos deles verdadeiros marcos históricos da televisão feita em Portugal.
Para além da reposição de programas, também dá o seu contributo à reflexão sobre temas da atualidade, através de espaços de produção própria.
O canal iniciou as suas emissões a 4 de outubro de 2004, nalgumas regiões através de alguns operadores portugueses de televisão por cabo, estando disponível em todos os lares em 5 de dezembro do mesmo ano. Deste modo, a grelha definitiva do canal iniciou-se a 6 de dezembro de 2004.
O canal emite cinema, sitcoms, séries, musicais, entretenimento, talk-shows, documentários, magazines, telenovelas, desporto e programação infantojuvenil. Todo o conteúdo foi remasterizado para suporte digital.
A RTP Memória passou a estar disponível em sinal aberto na TDT a 1 de dezembro de 2016.

## "A nova" RTP Memória

Logo da RTP Memória entre 2004 e 2015.

A RTP Memória estreou uma nova grelha e uma nova imagem no dia 18 de outubro de 2015, às 22h, e desde esse dia, o seu sucesso e a sua audiência começaram a aumentar e a programação ganhou organização. 
A programação estrangeira ganhou horários próprios de exibição, sendo que 19h, 21h e 23h são as atuais, com a intenção de integrar o máximo público possível. 
As telenovelas exibidas pela RTP Memória foram exibidas no horário das 16h e 19h até 2010. Em 2015, os horários passaram para as 12h e às 17h. Geralmente, eram emitidas às 6h e às 12h as novelas cujos episódios duram entre 45 e 50 minutos e das 7h e das 17h eram exibidas as novelas cujos episódios duram 30 minutos. Atualmente, são exibidas às 6h e às 12h as novelas de 30 minutos, num compacto de dois episódios, e às 7h e às 17h são exibidas as novelas que duram 45 minutos.
Foram exibidas as novelas Vila Faia, no horário do meio-dia, e Lusitana Paixão, no horário das 17. Ambas obtiveram muita audiência.
A aposta-chave da nova grelha da RTP Memória passou a ser a exibição de séries que não eram exibidas há muito tempo no canal, ou noutros canais na TV portuguesa, tendo atualmente 4 séries diárias e duas séries portuguesas semanais, às 20h. No outono de 2015, a série de mais audiência foi a série Ficheiros Secretos, que era exibida de 2ª a 6ª feira, às 23h. Trata-se de uma inovação, depois da exibição da novela O Direito de Nascer na RTP1, por ambas as estações públicas de televisão emitiram produções originalmente exibidas em Portugal pelas estações privadas.
A partir da reformulação de 2015, uma das apostas da RTP Memória passou a ser o regresso da locução de continuidade, espaço em que os locutores da RTP, há muitos anos, falavam para a câmara, apresentando os destaques e novidades da grelha diária da RTP. Atualmente, a RTP Memória convida variadas personalidades portuguesas, para que, a cada semana - e durante uma semana -, uma delas seja o/a locutor/a de continuidade da estação. Assim, a RTP Memória resgata uma tradição da televisão portuguesa há muito tempo perdida. Em junho de 2016, a RTP Memória lançou o desafio "Quem nunca sonhou ser locutor de continuidade?", tendo saído à rua, à procura de telespectadores que queiram fazer parte da sua emissão.

## #EstudoEmCasa[1][2]
Por proposta do XXII Governo Constitucional, através do Ministério da Educação, e devido à pandemia de COVID-19, que levou a que os estabelecimentos de ensino estivessem encerrados durante a primavera de 2020, a RTP Memória foi a casa do projeto da nova Telescola, que adotou o nome #EstudoEmCasa. O #EstudoEmCasa consistia na emissão de blocos de aulas de 30 minutos para os alunos dos 1.º, 2.º e 3.º ciclos do Ensino Básico, entre as 9h00 e as 17h50. As transmissões das aulas iniciaram a 20 de abril de 2020, durante o estado de emergência, e finalizaram no término do ano letivo. Numa segunda fase, foram retomadas as emissões a 8 de fevereiro de 2021, durante um novo estado de emergência, e finalizaram no final do ano letivo. Durante estas fases, a RTP Memória ficou com a sua emissão normal reduzida ao horário das 17h50 às 9h00.

## Entrada na Televisão Digital Terrestre
A 23 de junho de 2016, o governo aprovou o alargamento da TDT para 4 novos canais. Dois pertencem à RTP e tiveram entrada direta. Esses dois canais são a RTP Memória e a RTP3, tendo o alargamento sido feito no dia 1 de dezembro de 2016. Na TDT, estes dois canais não podem emitir publicidade, beneficiando os privados, sendo assim substituída por promoção e divulgação cultural (apenas na TDT, visto que no cabo continuam a poder transmitir publicidade comercial). Deste modo, a RTP Memória e a RTP3 juntaram-se à RTP2 e à ARTV no conjunto dos canais da TDT sem publicidade comercial.

## Controvérsias

### Desenhos animados
Entre 2006 e 2010, a RTP Memória teve várias polémicas relacionadas com as transmissões das animações americanas. A RTP Memória transmitiu nesse período de tempo as animações de "Bugs Bunny", "Pepe Legal e Babalu", "Pixie e Dixie", "O Jacaré Wally" e "Mr. Magoo e Companhia". Entretanto, a RTP Memória começou a ter polémicas de telespetadores, relacionadas com as transmissões de "Pepe Legal e Babalu" e "O Jacaré Wally", que foram diferentes das da RTP1, quanto à dobragem. Na RTP1, o "Pepe Legal e Babalu" passou com dobragem brasileira e "O Jacaré Wally" com dobragem portuguesa . No entanto, na RTP Memória, as suas transmissões foram na versão original (com legendas de português). Esse facto polémico levou a que a RTP Memória, a partir de 2009, colocasse os desenhos animados no horário da madrugada, num espaço chamado "Sonhos Animados" (espaço infantil extinto no canal). 
Podendo ser essa a explicação do canal nunca ter apostado em desenhos animados como "A Abelha Maia", "Heidi" e "Tom Sawyer", pois se "Wally Gator" não passou na RTP Memória, com a dobragem portuguesa da RTP1 (dos anos 90), então, esses desenhos animados seriam transmitidos num idioma que não o português.  
As últimas transmissões ocorreram em março de 2010, com "O Jacaré Wally" e "Pixie e Dixie", que foram os últimos desenhos animados do estrangeiro a passar no canal. A partir daí, o canal passou a apostar em desenhos animados produzidos em Portugal. Atualmente (à data de 2021), se a RTP apostar em alguma série animada estrangeira e clássica, a exibição acontece na RTP2, com dobragem portuguesa, se o público-alvo for o infantil.  

### Erros de transmissão
A propósito do falecimento de David Bowie, a RTP Memória transmitiu às 23h45m do dia 12 de janeiro de 2016, a seguir ao 8.º episódio da 3.ª temporada da série Ficheiros Secretos, o concerto que Bowie deu no Estádio José Alvalade - atualmente disponível na RTP Arquivos -, em Lisboa, no dia 14 de setembro de 1990, um concerto emitido originalmente na RTP1. Contudo, houve graves problemas técnicos na emissão, que fizeram com que houvesse um grande intervalo pelo meio e, nesse momento, originou-se uma polémica nas redes sociais, surgindo insultos (alguns deles pesados) e reclamações. Perante isto, a RTP Memória viu-se obrigada a retransmitir o concerto no dia 15 de janeiro, à mesma hora, a seguir ao 11.º episódio da 3.ª temporada de Ficheiros Secretos. A transmissão correu normalmente e os níveis de audiência do canal foram elevados, atingindo níveis históricos nunca alcançados pelo mesmo. Segundo as estatísticas, este foi o maior sucesso da RTP Memória até hoje e foi também a momento mais polémico da história do canal depois da locução de continuidade de "Beatriz Gosta" (personagem de Marta Bateira).